# Sonda Magellano
La sonda Magellano venne lanciata nel 1989 e orbitò attorno a Venere tra il 1990 e 1994.
Fu la prima di tre sonde dirette verso altri pianeti a essere lanciata dallo Space Shuttle (le altre saranno la Ulysses e la Galileo) e fu anche la prima sonda ad impiegare tecniche di aerofrenaggio per diminuire la sua orbita; tali tecniche vengono utilizzate sulle attuali missioni attorno a Marte e permettono di conservare grosse quantità di carburante.
La Magellano creò la prima (e attualmente la migliore) mappatura della superficie del pianeta ad alta risoluzione con una qualità paragonabile a quella di una foto. Le missioni precedenti avevano dato una più bassa risoluzione radar del pianeta e delle sue formazioni superficiali. La Magellano, tuttavia, ha alla fine permesso immagini dettagliate e analisi di crateri, colline, catene montuose e altre formazioni geologiche, comparabili con le mappe fotografiche in luce visibile di altri pianeti. La mappa radar della Magellano rimarrà la mappa più dettagliata di Venere per il prossimo futuro, anche se la missione russa Venera-D (il cui lancio è previsto intorno al 2026) utilizzerà un radar con una risoluzione ancora più grande di quella del radar usato dalla Magellano.
Il suo nome è dovuto all'esploratore portoghese del sedicesimo secolo Ferdinando Magellano. La Magellano è stata la prima sonda planetaria a essere lanciata attraverso uno Space Shuttle. Il 4 maggio 1989 l'Atlantis partì dal Kennedy Space Center in Florida per la missione STS-30 e portò la Magellano in un'orbita bassa, dove venne rilasciata dalla stiva di carico. Si accese quindi un motore a carburante solido chiamato Inertial Upper Stage (IUS), facendo iniziare alla Magellano un viaggio di 15 mesi, nel corso del quale ruotò attorno al Sole 1 volta e mezza prima di immettersi nella sua orbita attorno a Venere il 10 agosto 1990. Nel 1994 essa si immerse nella superficie come previsto e si vaporizzò parzialmente; si pensa che alcune sezioni raggiunsero la superficie del pianeta.

## La missione

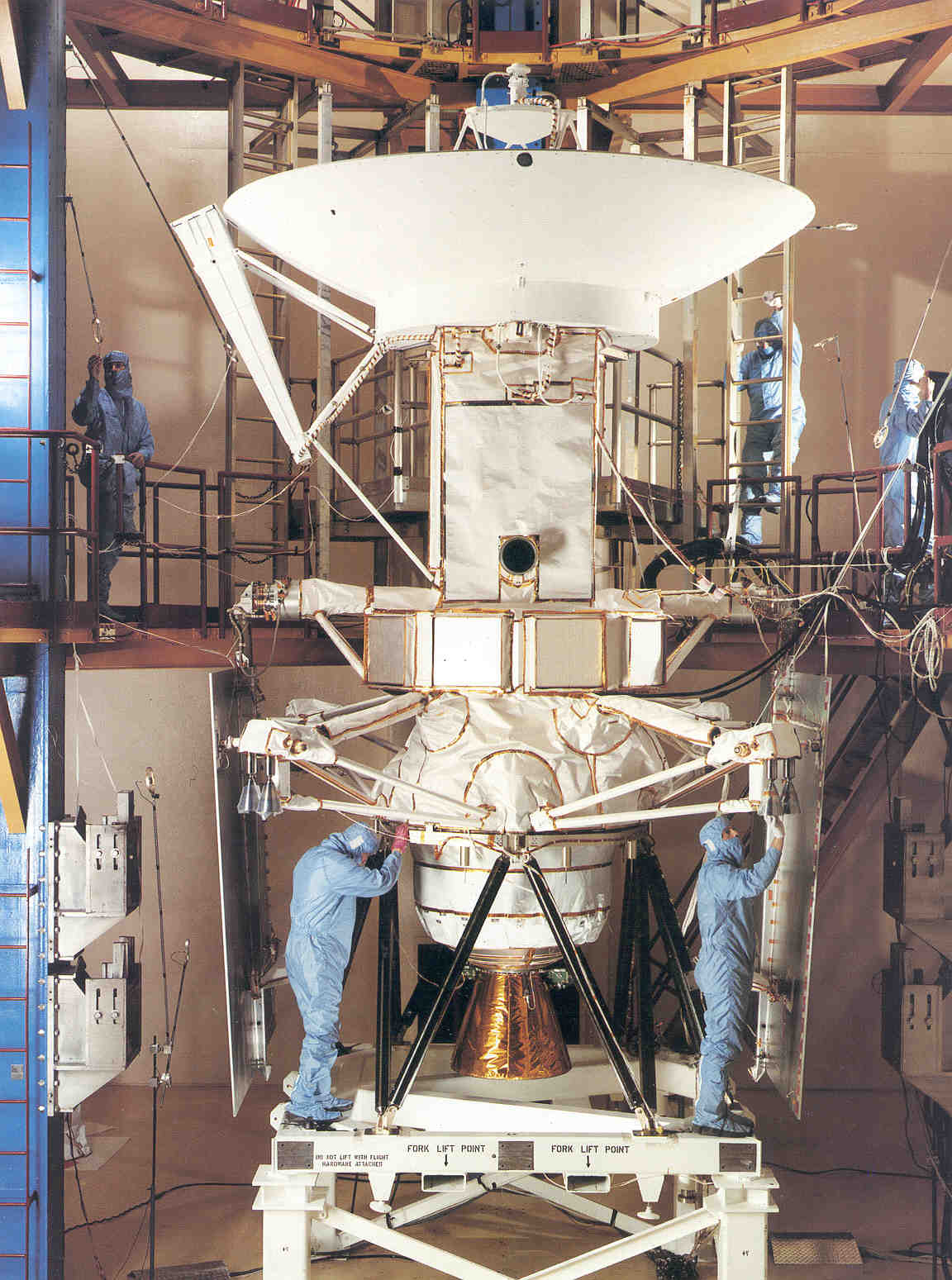
La Magellano al Kennedy Space Center

La missione della sonda Magellano si può suddividere in 6 cicli orbitali, ciascuno della durata totale di 8 mesi (il tempo che Venere impiega per compiere una singola rotazione sul suo asse). Durante ciascun ciclo, la sonda completò un totale di 7,3 orbite attorno a Venere per ciascun giorno terrestre, ricavando immagini di strisce larghe approssimativamente tra i 17 e i 28 km e lunghe 70.000 km, per un totale di 1800 strisce che ricoprono l'intero pianeta, le quali vennero poi unite in un singolo mosaico. Alla fine di ciascun orbita, la sonda inviava a Terra una mappa di una lunga fascia della superficie del pianeta catturata in quell'orbita. In ciascun ciclo, il radar della sonda era inclinato con un differente angolo visuale, producendo dati stereoscopici che permisero agli scienziati di compilare una mappa tridimensionale della superficie – una tecnica conosciuta come interferometric synthetic aperture radar (InSAR).
Le prime immagini di Venere vennero ricevute il 16 agosto 1990. Il primo ciclo venne completato il 15 maggio 1991, mappando l'84% della superficie.
L'orbita iniziale della Magellano era molto ellittica, con un perielio di 294 km e un afelio di 8.543 km. L'orbita era di tipo polare, in modo che la sonda muovendosi da sud a nord o viceversa durante ciascun giro,  sorvolasse i poli nord e sud di Venere. La Magellano completava un'orbita ogni 3 ore e 15 minuti.
Il secondo ciclo cominciò subito dopo e durò fino a gennaio 1992. Il terzo ciclo avrebbe dovuto finire il 14 settembre 1992, ma venne terminato un giorno prima a causa di problemi con la strumentazione. In totale il radar ottenne dettagliate mappe del 98% della superficie, di cui il 22% erano tridimensionali.
Durante il quarto ciclo orbitale (da settembre 1992 a maggio 1993), la sonda ha raccolto dati sul campo gravitazionale del pianeta. Durante questo ciclo la Magellano non utilizzò il radar per mappare la superficie ma invece trasmise un segnale radio costante verso la Terra. Se esso passava sopra un'area di Venere con una gravità più alta rispetto al normale, la sonda avrebbe accelerato la sua orbita. Questo avrebbe causato un piccolo cambiamento nel segnale radio della Magellano dovuto all'effetto Doppler (così come la tonalità di una sirena cambia durante il passaggio di un'ambulanza). Grazie all'abilità dei ricevitori radio nel NASA/JPL Deep Space Network che permettono di misurare le frequenze con un'accuratezza estrema, gli scienziati hanno potuto assemblare una dettagliata mappa della gravità di Venere.
Alla fine del quarto ciclo orbitale i controllori di volo diminuirono l'orbita della sonda utilizzando per la prima volta la tecnica dell'aerofrenaggio. Questa manovra inserì la Magellano nell'atmosfera esterna di Venere e la resistenza dell'atmosfera fece rallentare la sonda diminuendo la sua orbita. Quando l'aerofrenaggio venne completato (tra il 25 maggio e il 3 agosto 1993), l'orbita della Magellano aveva un perielio di 180 km e un afelio di 541 km, e veniva completata dalla sonda ogni 94 minuti (approssimativamente lo stesso tempo che impiega lo Space Shuttle o la Stazione spaziale internazionale a completare una singola orbita attorno alla Terra). Questa nuova orbita, più circolare, permise alla Magellano di raccogliere dati migliori relativi alla gravità alle latitudini maggiormente a nord e a sud vicine ai poli di Venere.
Dopo la fine del quinto ciclo orbitale nell'aprile 1994, la Magellano iniziò il sesto e ultimo ciclo orbitale, raccogliendo più dati gravitazionali e conducendo esperimenti radar e radio. Si stima che alla fine della missione la Magellano aveva catturato dati sulla gravità ad alta risoluzione per il 95% della superficie del pianeta.
Nel settembre 1994, l'orbita della sonda venne diminuita ancora in un altro test chiamato “esperimento del mulino a vento”. In questo test, i pannelli solari della sonda vennero ruotati in una configurazione simile alle pale di un mulino a vento, e l'orbita della Magellano venne diminuita facendo entrare ancora la sonda nell'atmosfera esterna del pianeta. I controllori di volo allora misurarono lo sforzo di torsione richiesto per mantenere l'orientazione della sonda e il suo moto di rotazione. Questo esperimento fornì agli scienziati dati sul comportamento delle molecole nell'alta atmosfera di Venere, e insegnò agli ingegneri nuove informazioni utili nella progettazione delle sonde.
L'11 ottobre 1994 l'orbita della Magellano venne diminuita ancora e il contatto radio venne perso il giorno dopo. Entro due giorni dopo quella manovra, la sonda attraversò l'atmosfera e si schiantò sulla superficie. Anche se gran parte della sonda si vaporizzò, si pensa che alcune sezioni abbiano urtato il pianeta ancora intatte.

## Design della sonda

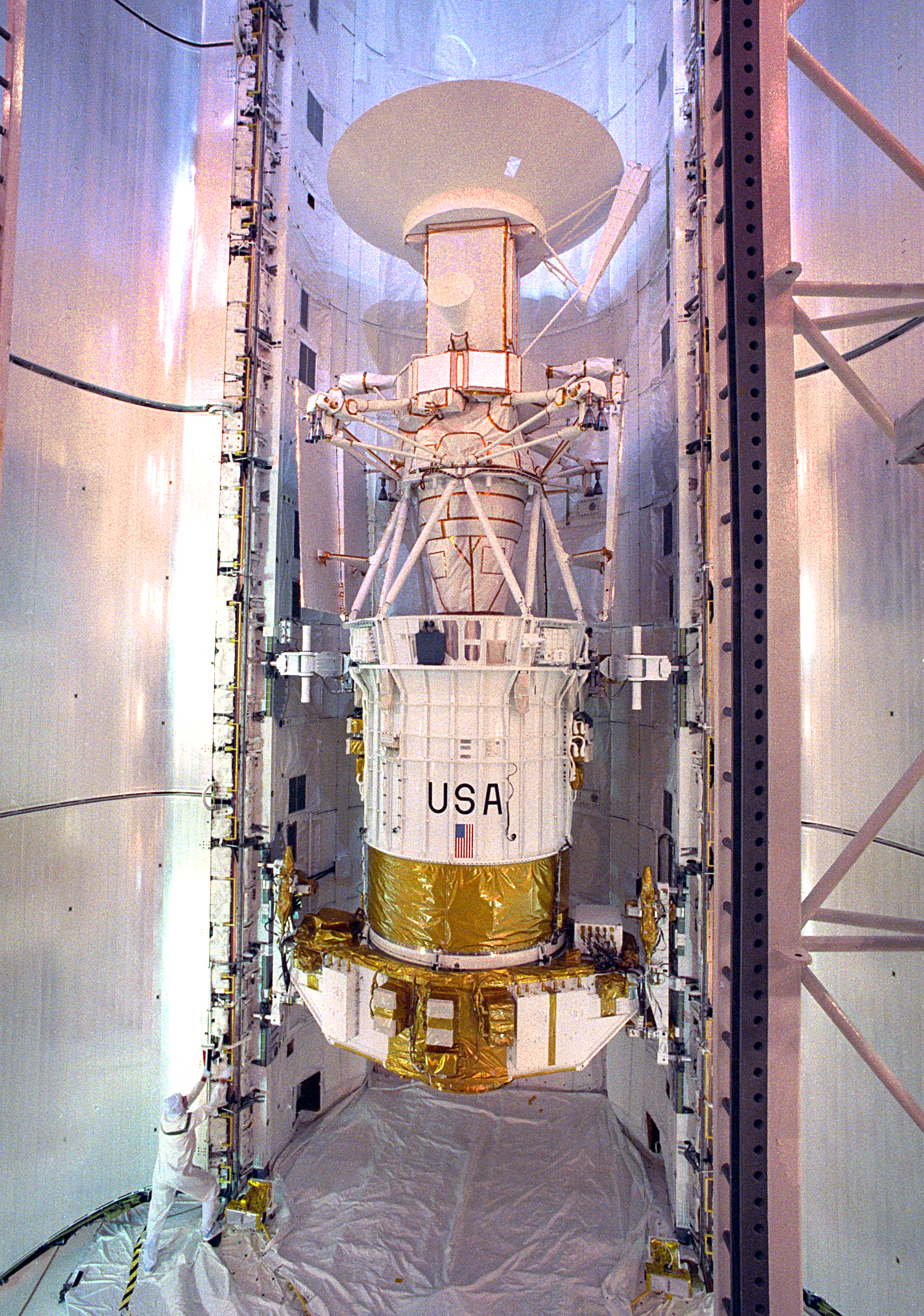
La Magellano all'interno dell'Atlantis

Costruita in gran parte con i pezzi di ricambio delle missioni Voyager e Galileo, la sonda Magellano era lunga 6,4 metri e con un diametro di 4,6 metri, in cima aveva un'antenna ad alto guadagno da 3,7 m. Insieme ai suoi retrorazzi e completamente riempita di propellente, la sonda pesava al lancio un totale di 3460 kg.
L'antenna ad alto guadagno, usata sia per le comunicazioni che per catturare le immagini radar, era una parte di ricambio del programma Voyager, come lo erano la struttura principale a 10 lati e un set di propulsori. I sistemi del computer di bordo, le unità di distribuzione dell'alimentazione erano pezzi di ricambio della missione Galileo verso Giove e la sua antenna a medio guadagno veniva dal progetto NASA/JPL Mariner 9. La Martin Marietta Astronautics (ora Lockheed Martin) era il primo appaltatore per la sonda Magellano, mentre la Hughes Space & Communications fu il primo appaltatore per il sistema radar.
La Magellano era alimentata da due pannelli solari quadrati, con ciascun lato di 2,5 m; insieme fornivano 1200 watt di potenza (100 watt per m²). Durante il corso della missione i pannelli solari gradualmente si degradarono, come ci si aspettava. Verso la fine della missione, nel 1994, era necessario controllare l'utilizzo dell'energia per mantenere la sonda operativa.
Poiché Venere è protetto da una densa e opaca atmosfera, i sensori ottici tradizionali non possono essere utilizzati per fotografare la superficie. La Magellano ricavò quindi delle immagini radar usando degli impulsi di microonde come a un flash che illumini la superficie del pianeta.
L'antenna ad alto guadagno inviò milioni di impulsi al secondo verso il pianeta e poi raccolse gli echi che ritornavano verso la sonda rimbalzando sulla superficie di Venere. Gli impulsi radio non venivano inviati direttamente verso i basso ma piuttosto con una leggera angolazione.
Successivamente speciali tecniche di elaborazione vennero usate sui dati radar per ottenere una migliore risoluzione come se il radar avesse un'antenna più grande, ovvero un'apertura maggiore; la tecnica è quindi spesso chiamata radar ad apertura sintetica.
Il radar ad apertura sintetica venne utilizzato per la prima volta dalla NASA sul satellite oceanografico Seasat del JPL nel 1978; essa venne poi sviluppata più estensivamente nella missione shuttle Spaceborne Imaging Radar (SIR) nel 1981, 1984 e 1994. Una mappatura radar è stata utilizzata anche nella missione Cassini della NASA/JPL per mappare la superficie di Titano, la luna maggiore di Saturno.
Il sistema radar della Magellano venne pure utilizzato per raccogliere dati altimetrici. Degli impulsi vennero inviati direttamente verso il basso e la sonda misurò il tempo che un impulso radar impiegava a raggiungere Venere e a ritornare indietro per determinare la distanza tra la sonda e il pianeta e quindi l'altitudine delle varie formazioni superficiali.

## Risultati della missione

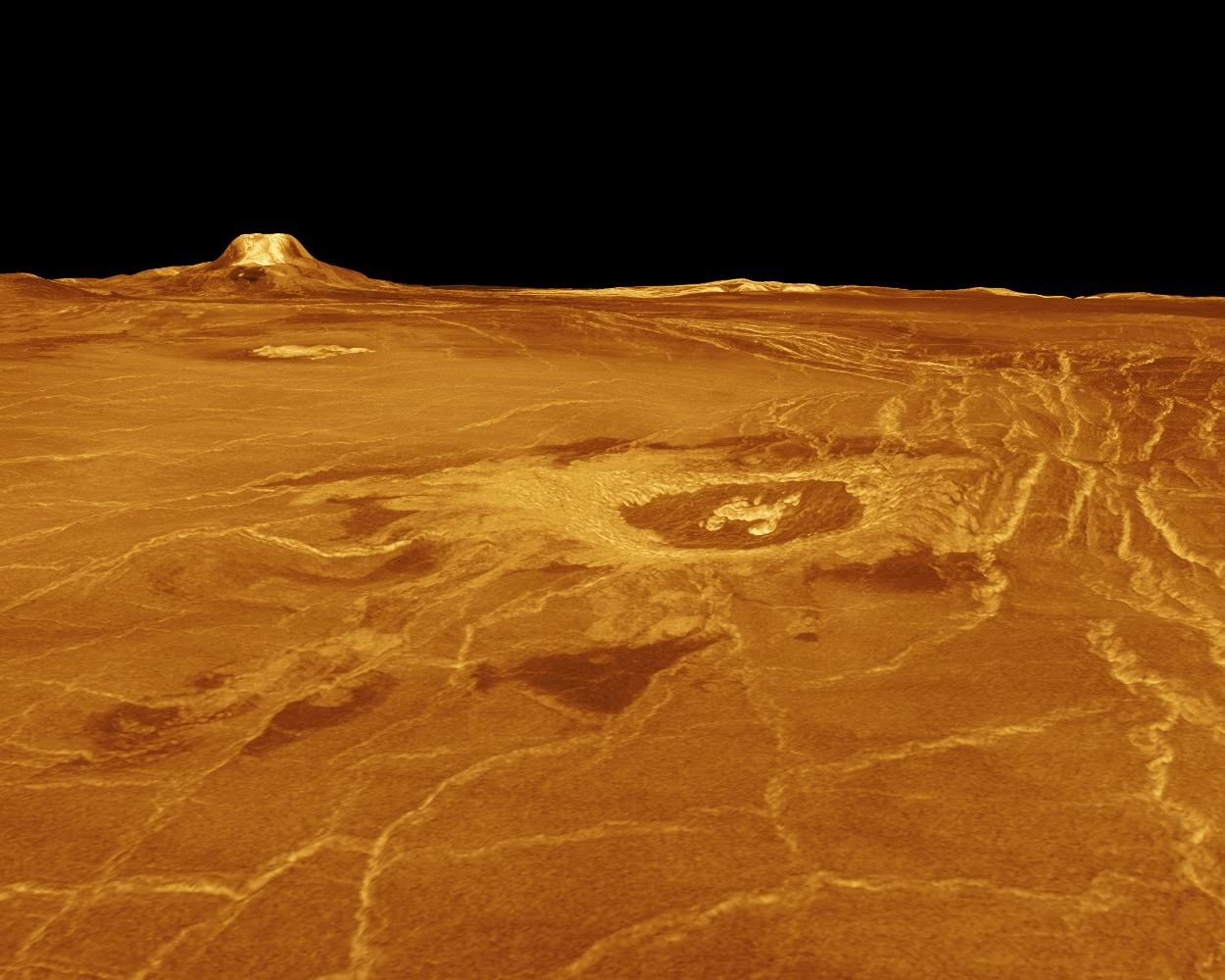
Vista 3D della Eistla Regio sul pianeta Venere ricavata dai dati radar della Magellano

Studi sulle immagini ad alta risoluzione della Magellano forniscono una migliore comprensione della geologia venusiana e il ruolo di impatti, vulcanismo e della tettonica nella formazione delle strutture superficiali. La superficie di Venere è per la maggior parte ricoperta da materiali vulcanici. Le formazioni vulcaniche superficiali, come vaste pianure di lava, piccole collinette di lava e grandi vulcani a scudo sono comuni. La presenza di pochi crateri da impatto suggeriscono che la sua superficie è, in generale, geologicamente giovane (meno di 800 milioni di anni d'età). La presenza di canali di lava più lunghi di 6000 metri suggerisce che probabilmente vennero eruttate grande quantità di lava di viscosità estremamente bassa.
I tipici segni della presenza di placche tettoniche come quelle terrestri – spostamenti di continenti e grandi bacini oceanici – non sono in evidenza su Venere. La tettonica del pianeta è dominata da un sistema di zone con spaccature globali e numerose broad, basse strutture a collinetta chiamate coronae, prodotte attraverso la risalita del magma dal mantello e la sua ridiscesa.
Anche se Venere ha una densa atmosfera, la superficie non rivela una sostanziale erosione da parte del vento; ciò prova che il trasporto della polvere e della sabbia è limitato, al contrario di Marte, dove c'è una tenue atmosfera ma una consistente erosione da parte del vento e un trasporto di polvere e sabbia.